# Etea
Etea (en griego antiguo: Αἰθαία) es el nombre de una antigua ciudad griega de Mesenia.
Tucídides la menciona comentando que después de un terremoto sucedido en Laconia en 464 a. C. se sublevaron los hilotas y los periecos de Turia y Etea. Se retiraron al monte Itome y estalló una guerra entre los lacedemonios y los sublevados, que se conoce como la Tercera Guerra Mesenia. 
Se desconoce el lugar exacto donde se localizaba.